# Christian Gebauer (Fußballspieler, 1993)
Christian Gebauer (* 20. Dezember 1993 in Innsbruck) ist ein österreichischer Fußballspieler.

## Karriere
Gebauer begann seine Karriere beim SV Matrei. 2005 wechselte er zum SV Navis. Im Juni 2010 spielte er erstmals für die erste Mannschaft von Navis in der achtklassigen 1. Klasse. Als Meister der Staffel Ost stieg er zu Saisonende mit Navis in die Bezirksliga auf. In der siebthöchsten Spielklasse kam er in der Saison 2010/11 zu 23 Einsätzen, in denen er sechs Tore erzielte.
Während der Saison 2011/12 kehrte er zu seinem Jugendklub Matrei zurück, der sich zu jenem Zeitpunkt in der vierthöchsten Spielklasse befand. Im August 2011 absolvierte er gegen die SVG Reichenau sein erstes Spiel in der Tiroler Liga. Bis Saisonende kam er zu 17 Einsätzen in der vierten Liga, in denen er ohne Tor blieb. Zudem absolvierte er fünf Spiele für die Reserve von Matrei in der 1. Klasse. Im August 2012 erzielte er bei einem 4:3-Sieg gegen den SC Kundl sein erstes Tor in der vierthöchsten Spielklasse. In der Saison 2012/13 kam er in allen 30 Spielen von Matrei zum Einsatz und erzielte dabei fünf Tore.
Zur Saison 2013/14 wechselte er zum Ligakonkurrenten SVG Reichenau. Für die Innsbrucker kam er in jener Saison zu 28 Einsätzen in der Tiroler Liga, in denen er fünf Tore erzielte. Mit Reichenau verpasste er als Zweiter hinter dem FC Kitzbühel nur knapp den Aufstieg in die Regionalliga. Zur Saison 2014/15 schloss er sich dem Regionalligisten WSG Wattens an. Sein Debüt in der dritthöchsten Spielklasse gab er im Juli 2014 gegen den TSV Neumarkt. Im September 2014 erzielte er bei einem 4:1-Sieg gegen den FC Kufstein sein erstes Tor in der Regionalliga. In der Saison 2014/15 kam er in allen 30 Spielen der Wattener zum Einsatz und erzielte dabei sieben Tore. Als Vizemeister hinter dem SV Austria Salzburg verpasste er mit der WSG den Aufstieg in die zweite Liga.
In der Saison 2015/16 konnte Gebauer mit den Tirolern schließlich Meister der Regionalliga West werden und in die zweithöchste Spielklasse aufsteigen. In jener Spielzeit kam er auf 27 Einsätze und ein Tor. Nach dem Aufstieg gab er im Juli 2016 sein Debüt in der zweiten Liga, als er am ersten Spieltag der Saison 2016/17 gegen den FC Blau-Weiß Linz in der Startelf stand. Im August 2016 erzielte er bei einem 2:1-Sieg im Derby gegen den FC Wacker Innsbruck sein erstes Tor im Profifußball. Im März 2017 folgte bei einem 5:0-Erfolg gegen den FC Liefering sein erster Doppelpack. Bis Saisonende kam er in allen 36 Saisonspielen zum Einsatz und erzielte dabei zehn Tore.
Zur Saison 2017/18 wechselte Gebauer zum Bundesligisten SCR Altach, bei dem er einen bis Juni 2020 laufenden Vertrag erhielt. Im Juni 2017 gab er gegen Tschichura Satschchere sein Debüt im Europacup. Mit Altach schied er in jener Saison in der Qualifikation zur UEFA Europa League im Playoff gegen Maccabi Tel Aviv aus. Sein Debüt in der Bundesliga gab er im Juli 2017, als er am ersten Spieltag jener Saison gegen den FK Austria Wien in der Startelf stand. Im Oktober 2017 erzielte er bei einem 2:2-Remis gegen den FC Admira Wacker Mödling sein erstes Tor in der höchsten Spielklasse. In seiner ersten Bundesligasaison bei den Vorarlbergern kam er in allen 36 Saisonspielen zum Einsatz und erzielte dabei vier Tore. In der Saison 2018/19 kam er auf 31 Bundesligaspiele, in denen er vier Tore erzielte. In der Saison 2019/20 kam er erneut zu 31 Einsätzen und erzielte dieses Mal fünf Saisontore.
Nach der Saison 2019/20 verließ er den Verein nach drei Jahren nach seinem Vertragsende und wechselte nach Deutschland zum Bundesligaaufsteiger Arminia Bielefeld, bei dem er einen bis Juni 2023 laufenden Vertrag erhielt. Am 15. Februar 2021 erzielte Gebauer in München beim 3:3 gegen den FC Bayern München seinen ersten Treffer in der deutschen Fußball-Bundesliga. Mit der Arminia gelang ihm in dieser Saison der Verbleib in der Erstklassigkeit, zu dem auch Gebauer in 23 Ligaeinsätzen beitrug.
Nach einem Kurzeinsatz im Cup zu Beginn der Saison 2021/22 schloss er sich im August 2021 auf Leihbasis dem Zweitligaaufsteiger FC Ingolstadt 04 an. Bis zum Ende der Leihe kam er zu 22 Einsätzen in der 2. Bundesliga. Mit Ingolstadt stieg er zu Saisonende aus der zweithöchsten Spielklasse ab. Anschließend kehrte er zu Arminia Bielefeld zurück, die zwischenzeitlich ebenfalls in die zweite Liga abgestiegen waren. Für die Arminia kam er in der Saison 2022/23 dann zu 17 Zweitligaeinsätzen, auch mit Bielefeld stieg er aber zu Saisonende aus der 2. Bundesliga ab.
Sein auslaufender Vertrag wurde anschließend nicht verlängert und Gebauer kehrte zur Saison 2023/24 zurück nach Altach, wo er ein bis 2025 laufendes Arbeitspapier unterschrieb. Für Altach kam er zu 47 Bundesligaeinsätzen. Nach seinem Vertragsende verließ er Altach nach der Saison 2024/25.